# Waldbröl
Waldbröl település Németországban, azon belül Észak-Rajna-Vesztfália tartományban. Lakosainak száma 20 081 fő (2023. december 31.).

## Népesség
A település népességének változása:
| Lakosok száma | 14 194 | 19 415 | 19 543 | 19 618 | 19 949 | 20 081 |
|               | 1975   | 2017   | 2019   | 2021   | 2022   | 2023   |